# Giacomo Di Chirico
Giacomo Ernesto Eduardo Di Chirico fue un pintor italiano nacido en la ciudad de Venosa. Basilicata, el 27 de enero de 1844.
Fue uno de los más importantes pintores de la escuela napolitana del siglo XIX. Falleció en 1883, en Fleurent di Capodichino, institución psiquiátrica en Nápoles. Sucumbió a la muerte a causa de una enfermedad reumática que le produjo locura, a la edad de tan solo 39 años.

## Biografía
Perteneciente a una familia de carpinteros, fue el hijo más joven de Luis y Catarina Savino, pero perdió a su padre a los 3 años, quedando la familia en la pobreza. Estudió en una escuela privada para niños gracias al apoyo del padre Giuseppe Gianturco.
Para ayudar al sostenimiento económico de la familia, comenzó a trabajar en una barbería, mas en su tiempo libre aprendió las técnicas básicas de arte de su hermano mayor, Nicola, quien se dedicaba a la escultura en piedra.
Pintó en esta etapa retratos de sus clientes y ciudadanos comenzaron a solicitar su trabajo, y esto estimuló su decisión de convertirse en pintor profesional. Así, el municipio de Venosa le pensionó para estudiar en el Real Instituto de Bellas Artes de Nápoles, donde fue su maestro en pintura Tommaso de Vivo y en literatura Francesco De Sanctis. En este lugar optó por la pintura histórica.
Se trasladó a Roma, y vivió ahí entre 1868 y 1871, lo que le dio la oportunidad de refinar su arte.
De vuelta a Nápoles, abrió su estudio y fortaleció la amistad con Domenico Morelli y Filippo Palizzi. En este sitio cambió la temática de su obra adoptando la pintura de género y retratando la belleza de su tierra y las típicas vestimentas del campo de Basilicata.
Creó obras maestras como Quinto Horacio Flaco, Cortejo y Muchacha lucana. Boda en Basilicata es uno de sus mejores cuadros, que se expuso en París en 1877, en Viena en 1879 y en Múnich en 1882. Para vender sus cuadros confió en el comerciante francés Adolfo Goupil, y se expusieron sus obras en París. Amadeo I de España comprò El primer hijo y le encargó un retrato con sus hijos en 1880. 
Fue nombrado profesor honorario de la Academia de Arte de Nápoles entre 1877 y 1878. Durante el tiempo que pasó en agosto en Maiori, conoció a Emilia D'Amato, quien sería su esposa. Ambos tendrían una hija, María. 
Aunque su carrera siguió siendo exitosa, los síntomas de su enfermedad empezaron a aparecer en 1882. A la vez de su salud mental, su salud física se deterioró, y murió en 1883 en Nápoles.

## Galería

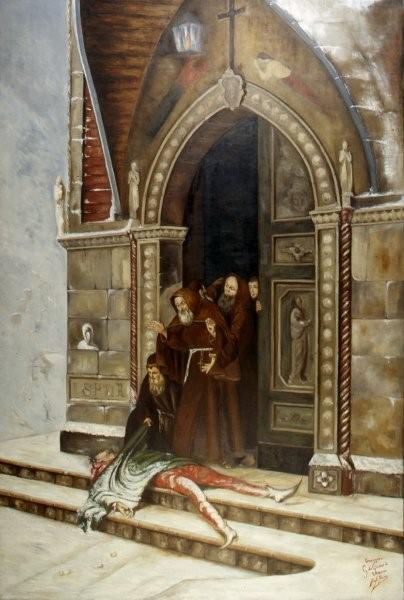
Buoso da Duera
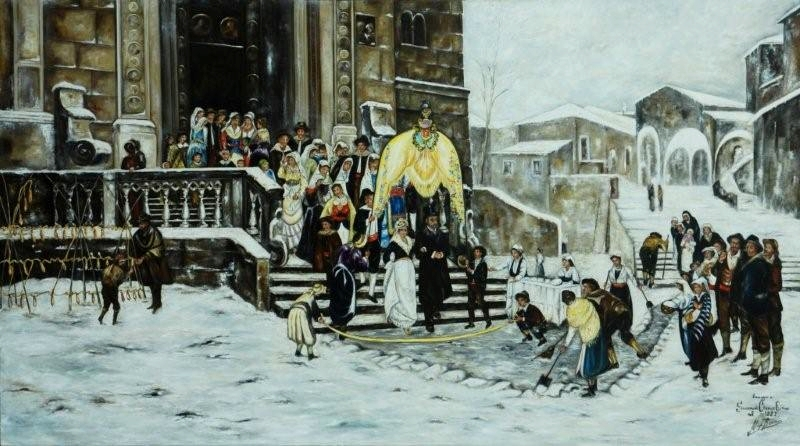
Boda en Basilicata
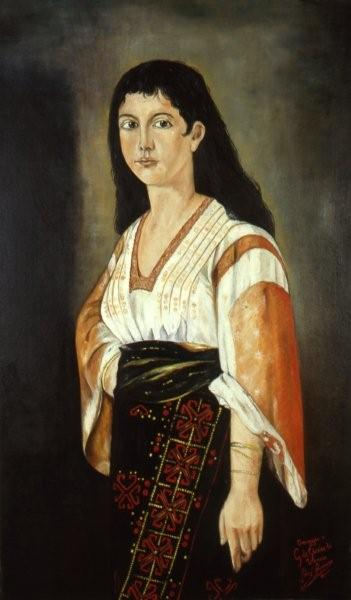
Muchacha lucana
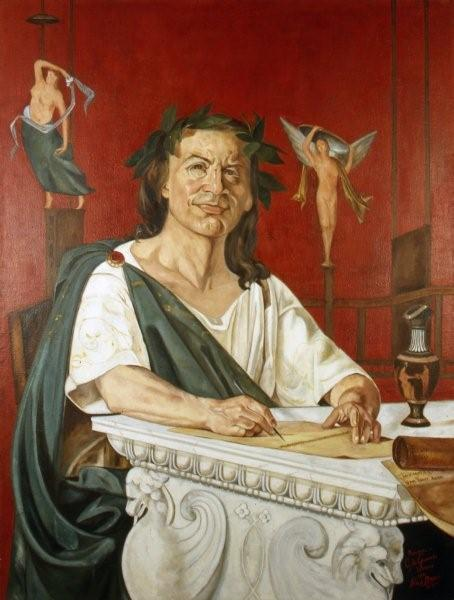
Quinto Horacio Flaco
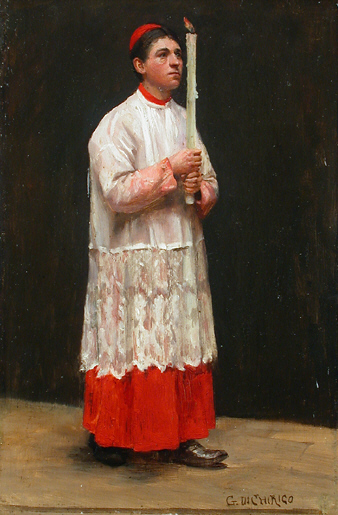
El monaguillo

## Distinciones honoríficas
- Caballero de la Orden de la Corona de Italia